# Polyplectropus acutus
Polyplectropus acutus is een schietmot uit de familie Polycentropodidae. De soort komt voor in het Oriëntaals gebied.